# La Vacquerie
La Vacquerie è un ex comune francese di 289 abitanti situato nel dipartimento del Calvados nella regione della Normandia. Dal 1º gennaio 2017 è stato accorpato ai comuni di Caumont-l'Éventé e Livry per formare il comune di Caumont-sur-Aure, del quale costituisce comune delegato.

## Società

### Evoluzione demografica
Abitanti censiti